# Михайлов, Сергей Анатольевич (рядовой)
Сергей Анатольевич Михайлов — гвардии рядовой Вооружённых Сил Российской Федерации, участник антитеррористических операций в период Второй чеченской войны, погиб при исполнении служебных обязанностей во время боя 6-й роты 104-го гвардейского воздушно-десантного полка у высоты 776 в Шатойском районе Чечни.

## Биография
Сергей Анатольевич Михайлов родился 28 сентября 1979 года в городе Новоржеве Псковской области. В 1996 году окончил среднюю школу в родном городе, учился в Новоржевском профессиональном училище № 29. Завершив учёбу, получил специальность мастера сельскохозяйственного производства. 9 июня 1999 года был призван на службу в Вооружённые Силы Российской Федерации Новоржевским районным военным комиссариатом Псковской области. Получил военную специальность наводчика-оператора, после чего был направлен для дальнейшего прохождения службы в 6-ю роту 104-го гвардейского воздушно-десантного полка.
С началом Второй чеченской войны в составе своего подразделения гвардии рядовой Сергей Михайлов был направлен в Чеченскую Республику. Принимал активное участие в боевых операциях. С конца февраля 2000 года его рота дислоцировалась в районе населённого пункта Улус-Керт Шатойского района Чечни, на высоте под кодовым обозначение 776, расположенной около Аргунского ущелья. 29 февраля — 1 марта 2000 года десантники приняли здесь бой против многократно превосходящих сил сепаратистов — против всего 90 военнослужащих федеральных войск, по разным оценкам, действовало от 700 до 2500 боевиков, прорывавшихся из окружения после битвы за райцентр — город Шатой. Вместе со всеми своими товарищами он отражал ожесточённые атаки боевиков Хаттаба и Шамиля Басаева, не дав им прорвать занимаемые ротой рубежи. В том бою гвардии рядовой Сергей Анатольевич Михайлов погиб с оружием в руках. Погибли также ещё 83 его сослуживца.
Похоронен на городском кладбище в городе Новоржеве Псковской области.
Указом Президента Российской Федерации гвардии рядовой Сергей Анатольевич Михайлов посмертно был удостоен ордена Мужества.

## Память
- Бюст гвардии рядового Сергея Михайлова установлен в его родном городе Новоржеве[5].
- Мемориальная доска в память о Михайлове установлена на здании профессионального училища, которое он оканчивал[4].